# Lore Espey
Lore Espey, auch Lore Espay, Lore Espey-Uepach, Lore Uepach, war eine deutsche Schauspielerin, Sprecherzieherin und Schauspiellehrerin. Als Nachfolgerin von Gründungsdirektor Otto Dierichs war sie die erste Frau, die die Staatlichen Schauspielschule Berlin (heute: Hochschule für Schauspielkunst Ernst Busch) leitete.

## Leben und Wirken
Espey war zusammen mit August Bruno Uepach bis zur Spielzeit 1928/29 an den Städtischen Bühnen in Essen engagiert und trat im Sommer 1930 auf Vermittlung von Friedrich Wolf dem sozialistischen Theaterkollektiv „Truppe im Westen“ (Düsseldorf) bei. Hier spielte sie 1931 in einer Inszenierung von Wolfs Theaterstück Cyankali, das sich kritisch mit den Folgen des Abtreibungsparagraphen 218 auseinandersetzte.
Nach dem Zweiten Weltkrieg ging Espey in die DDR und wurde Sprecherzieherin am Deutschen Theater-Institut. Anfang 1952 ging sie nach Berlin, wo sie ab 1953 die kommissarische Leitung der Staatlichen Schauspielschule Berlin übernahm. Sie war zusammen mit Friedel Nowack maßgeblich dafür verantwortlich, in Berlin das Stanislawski-System als Methode des Schauspielunterrichts durchzusetzen. Außerdem setzte sie sich dafür ein, dass Kinder aus Arbeiter- und Bauernfamilien eine Schauspielausbildung absolvieren konnten. 1955 wurde Espey als Schulleiterin ersetzt durch Helmut Zocher und Margit Glaser, blieb aber Leiterin der Abteilung Schauspiel.

## Theater (Auswahl)
- 1931: Friedrich Wolf: Cyankali (Eine Dame) – Regie: Hermann Greid

## Filmografie
- 1952: Frauenschicksale – Regie: Slatan Dudow
- 1959: Maibowle (Frau Fritsch) – Regie: Günter Reisch

## Hörspiel
- 1937: Ernst Schenke: Der Erbe vom Schindlerhof (Erika) – Regie: Hermann Gaupp
- 1955: Anna Seghers: Das siebte Kreuz – Regie: Hedda Zinner